# Corymica fulvimaculata
Corymica fulvimaculata är en fjärilsart som beskrevs av W. Warren 1899. Corymica fulvimaculata ingår i släktet Corymica och familjen mätare. Inga underarter finns listade i Catalogue of Life.